# Compton Mackenzie
Compton Mackenzie (Hartlepool, Durham, 1883 — Edimburg, 1972) va ser un novel·lista i polític anglès.
Va escriure principalment novel·les; Passionate Elopement (1911), Carnival (1912), entre d'altres. D'estil realista, va escriure una triolgia sobre les seves experiències a la Primera Guerra Mundial. És un dels cofundadors del Scottish National Party i rector de la Universitat de Glasgow entre 1931 i 1934. El 1952 va ser nomenat cavaller.